# Stenochrus guatemalensis
Espèce
Synonymes
- Schizomus guatemalensis Chamberlin, 1922

Stenochrus guatemalensis est une espèce de schizomides de la famille des Hubbardiidae.

## Distribution
Cette espèce est endémique du Guatemala. Elle se rencontre vers San Rafael.

## Description
La femelle holotype mesure 4,56 mm.

## Étymologie
Son nom d'espèce, composé de guatemal[a] et du suffixe latin -ensis, « qui vit dans, qui habite », lui a été donné en référence au lieu de sa découverte, le Guatemala.

## Publication originale
- Chamberlin, 1922 : Two new American arachnids of the order Pedipalpida. Proceedings of the Biological Society of Washington, vol. 35, no 1, p. 1-12 (texte intégral).